# Pittosporum gagnepainianum
Pittosporum gagnepainianum är en tvåhjärtbladig växtart som beskrevs av Gowda. Pittosporum gagnepainianum ingår i släktet Pittosporum och familjen Pittosporaceae. Inga underarter finns listade.